# 池田町 (瀬戸市)
池田町（いけだちょう）は、愛知県瀬戸市山口連区の町名。丁番を持たない単独町名である。

## 地理
- 瀬戸市南部に位置する[8]。西を石田町、北を大坂町・矢形町、東を柳ケ坪町、南を掛下町・南山口町と隣接している[8]。
- かつて条里制が施行された地域であるが、戦後の土地改良事業で遺構は消失[9]。
- 近年、農地を埋め立て、住宅の建設が進む[8]。

### 河川
- 矢田川（山口川）[8] ： 町の南端、掛下町・南山口町との町境を西流している。
- 今林川（矢田川支流）[8] ： 町の西端、石田町との町境を南流し、町の南東端で赤津川に注ぎ込んでいる。

- 矢田川（池田町・南山口町境）
- 今林川（池田町・石田町境）
- 矢田川と今林川の合流点[注釈 1]

### 学区
市立小・中学校に通う場合、学区は以下の通りとなる。また、公立高等学校に通う場合の学区は以下の通りとなる。
| 番・番地等 | 小学校               | 中学校             | 高等学校 |
| ---------- | -------------------- | ------------------ | -------- |
| 全域       | 瀬戸市立幡山東小学校 | 瀬戸市立幡山中学校 | 尾張学区 |

## 歴史

### 町名の由来
古くは沼地の多い湿地帯であった。大地震の時に陥没して池と化したところに田が作られるようになって池田と呼ばれるようになったといわれる。

### 沿革
- 1981年（昭和56年）3月31日 - 瀬戸市大字山口字大坂・池田・六反田・柳ケ坪の各一部により、同市池田町として成立[2]。

## 世帯数と人口
2024年（令和6年）2月1日現在の世帯数と人口は以下の通りである。
| 町丁   | 世帯数  | 人口    |
| ------ | ------- | ------- |
| 池田町 | 525世帯 | 1,161人 |

### 人口の変遷
国勢調査による人口の推移。
| 1995年（平成7年）  | 789人   | [ 13 ] |  |
| 2000年（平成12年） | 883人   | [ 14 ] |  |
| 2005年（平成17年） | 998人   | [ 15 ] |  |
| 2010年（平成22年） | 1,063人 | [ 16 ] |  |
| 2015年（平成27年） | 1,112人 | [ 17 ] |  |
| 2020年（令和2年）  | 1,179人 | [ 18 ] |  |

### 世帯数の変遷
国勢調査による世帯数の推移。
| 1995年（平成7年）  | 251世帯 | [ 13 ] |  |
| 2000年（平成12年） | 308世帯 | [ 14 ] |  |
| 2005年（平成17年） | 385世帯 | [ 15 ] |  |
| 2010年（平成22年） | 420世帯 | [ 16 ] |  |
| 2015年（平成27年） | 456世帯 | [ 17 ] |  |
| 2020年（令和2年）  | 507世帯 | [ 18 ] |  |

## 交通

### 鉄道
愛知環状鉄道・愛知環状鉄道線 ： 町の北部を東西に走っている。最寄り駅は、山口駅になる。

### バス
町内にバスは走っていない。最寄りのバス停は、瀬戸市コミュニティバス「上之山線」の山口郵便局バス停になる。

### 道路
町内に国道・県道は走っていない。

## その他

### 日本郵便
- 郵便番号 : 489-0952[6]（集配局：瀬戸郵便局[19]）。